# Lớp Dương xỉ
Dương xỉ túi bào tử mỏng hay dương xỉ thật sự là nhóm lớn nhất trong số các nhóm dương xỉ còn sinh tồn. Chúng thường được coi là lớp có danh pháp khoa học Pteridopsida hay Polypodiopsida, trong tiếng Việt gọi là lớp Dương xỉ, mặc dù các phân loại khác gán nhóm này ở các cấp bậc phân loại khác nhau. Dương xỉ túi bào tử nhỏ là một trong bốn nhóm dương xỉ chính, với ba nhóm còn lại là dương xỉ tòa sen (Marattiopsida), mộc tặc (Equisetopsida) và quyết lá thông (Psilotopsida, bao gồm quyết lá thông (Psilotales) và lưỡi rắn (Ophioglossales)).
Người ta ước tính có khoảng 9.000 loài dương xỉ túi bào tử mỏng còn sinh tồn, trong khi các nhóm kia tổng cộng chỉ còn khoảng 260-500 loài. Khoảng một phần ba các loài dương xỉ túi bào tử mỏng là thực vật bì sinh.
Các loài dương xỉ này được gọi là túi bào tử mỏng là do các túi bào tử của chúng sinh ra từ một tế bào biểu bì mà không từ một nhóm các tế bào như của các loài dương xỉ túi bào tử thật. Các túi bào tử thường được một lớp vảy gọi là màng bao túi bào tử che phủ. Lớp màng bao này có thể che phủ toàn bộ ổ túi bào tử, nhưng cũng có thể bị suy giảm mạnh. Nhiều loài dương xỉ túi bào tử nhỏ có vòng nẻ xung quanh túi bào tử, có tác dụng đẩy bật các bào tử ra.

## Phân loại
Phần lớn các loài dương xỉ còn sinh tồn là dạng túi bào tử mỏng. Các ví dụ là: Dryopteridaceae, Cyatheaceae, Polypodiaceae, Athyriaceae, Woodsiaceae, Onocleaceae, Lomariopsidaceae và Tectariaceae.
Phân loại dưới đây do Smith và ctv đề xuất (các tên gọi khác đặt trong ngoặc vuông):
- Bộ Osmundales
  - Họ Osmundaceae
- Bộ Hymenophyllales
  - Họ Hymenophyllaceae (bao gồm cả Trichomanaceae)
- Bộ Gleicheniales
  - Họ Gleicheniaceae (bao gồm cả Dicranopteridaceae, Stromatopteridaceae)
  - Họ Dipteridaceae (bao gồm cả Cheiropleuriaceae)
  - Họ Matoniaceae
- Bộ Schizaeales
  - Họ Lygodiaceae
  - Họ Anemiaceae (bao gồm cả Mohriaceae)
  - Họ Schizaeaceae
- Bộ Salviniales
  - Họ Marsileaceae (bao gồm cả Pilulariaceae)
  - Họ Salviniaceae (bao gồm cả Azollaceae)
- Bộ Cyatheales
  - Họ Thyrsopteridaceae
  - Họ Loxomataceae
  - Họ Culcitaceae
  - Họ Plagiogyriaceae
  - Họ Cibotiaceae
  - Họ Cyatheaceae (bao gồm cả Alsophilaceae, Hymenophyllopsidaceae)
  - Họ Dicksoniaceae (bao gồm cả Lophosoriaceae)
  - Họ Metaxyaceae
- Bộ Polypodiales (bài báo của Smith năm 2006 định nghĩa bộ này theo nghĩa rộng; danh sách dưới đây cũng chỉ ra một số phân nhóm mà đôi khi cũng được coi là các bộ tách biệt)
  - Họ Lindsaeaceae (bao gồm cả Cystodiaceae, Lonchitidaceae)
  - Họ Saccolomataceae
  - Họ Dennstaedtiaceae (bao gồm cả Hypolepidaceae, Monachosoraceae, Pteridiaceae)
  - Họ Pteridaceae (bao gồm cả Acrostichaceae, Actiniopteridaceae, Adiantaceae, Anopteraceae, Antrophyaceae, Ceratopteridaceae, Cheilanthaceae, Cryptogrammaceae, Hemionitidaceae, Negripteridaceae, Parkeriaceae, Platyzomataceae, Sinopteridaceae, Taenitidaceae, Vittariaceae)Adiantum lunulatum từ họ Pteridaceae.

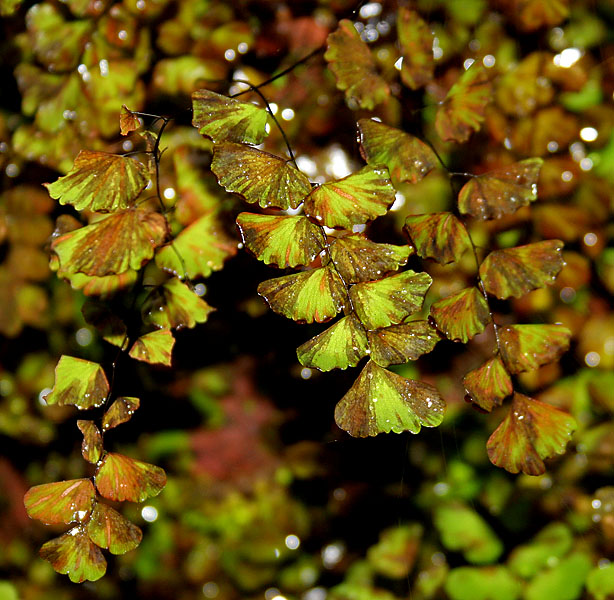
Adiantum lunulatum từ họ Pteridaceae.

  - Bộ Blechnales (eupolypods II trong bài báo của Smith năm 2006)
    - Họ Aspleniaceae
    - Họ Thelypteridaceae
    - Họ Woodsiaceae (bao gồm cả Athyriaceae, Cystopteridaceae)
    - Họ Blechnaceae (bao gồm cả Stenochlaenaceae)
    - Họ Onocleaceae

  - Eupolypods I trong Smith 2006
    - Họ Dryopteridaceae (bao gồm cả Aspidiaceae, Bolbitidaceae, Elaphoglossaceae, Hypodematiaceae, Peranemataceae)
    - Họ Lomariopsidaceae (bao gồm cả Nephrolepidaceae)
    - Họ Tectariaceae
    - Họ Oleandraceae
    - Họ Davalliaceae
    - Họ Polypodiaceae (bao gồm cả Drynariaceae, Grammitidaceae, Gymnogrammitidaceae, Loxogrammaceae, Platyceriaceae, Pleurisoriopsidaceae)

## Tình hình với phân loại theo dữ liệu phân tử
Có một số thách thức đối với các nghiên cứu ở cấp độ phân tử được tiến hành gần đây, cho rằng các nghiên cứu này đưa ra quan điểm bóp méo về trật tự phát sinh chủng loài do các nghiên cứu không tính tới các đại diện hóa thạch. Tuy nhiên, các nghiên cứu phân tử đã làm sáng tỏ các mối quan hệ giữa các họ mà trước đây coi là không đơn ngành trước khi có các thông tin ở cấp độ phân tử, từng được đặt trong các cấp bậc không đơn ngành của chúng do không có đủ thông tin để làm khác đi. Tái phân loại dương xỉ có sử dụng các nghiên cứu phân tử phức tạp, nói chung là hỗ trợ lẫn nhau, cũng không có khác biệt gì với các phân loại trong quá khứ — nó là định nghĩa về các mối quan hệ với việc vận dụng toàn bộ các thông tin sẵn có. Nó không ngăn cản nghiên cứu và làm sáng tỏ tiếp theo đối với các nhóm dương xỉ, và cũng không có nghĩa là nếu nghiên cứu tiếp theo chứng minh rằng phân loại này là sai thì nó cũng sẽ không thay đổi.